# Борид триникеля
Борид триникеля — бинарное неорганическое соединение
никеля и бора
с формулой Ni3B,
кристаллы.

## Получение
- Сплавление стехиометрических количеств чистых веществ:

{\displaystyle {\mathsf {3Ni+B\ {\xrightarrow {1160^{o}C}}\ Ni_{3}B}}}

## Физические свойства
Борид триникеля образует кристаллы
ромбической сингонии,
пространственная группа P nma,
параметры ячейки a = 0,4382 нм, b = 0,5212 нм, c = 0,6607 нм, Z = 4.